# David Zippel
David Zippel (* 17. Mai 1954 in Easton, Pennsylvania) ist ein US-amerikanischer Musical-Theatertexter.

## Leben
David Zippel wuchs in Easton auf. Bereits auf der High School schrieb er lustige Parodie-Texte auf populäre Musikstücke, um seine Lehrer zu veralbern. An der University of Pennsylvania schrieb er an einem Musical namens Rotunda mit und machte seinen Abschluss 1976. Anschließend besuchte er die Harvard Law School, um Rechtsanwalt mit dem Schwerpunkt Theater zu werden. In seiner Studienzeit lernte er jedoch Wally Harper, den Begleiter von Barbara Cook, kennen. Dieser suchte gerade nach einem Songwriting-Partner. So schrieben sie mehrere Songs zusammen, wobei Cook gleich zwei (Sing a Song With Me und It Takes Nothing Away from Me) bei ihrem Konzert in der Carnegie Hall uraufführte, die dann auch auf ihrem Livealbum veröffentlicht wurden.
1989 folgte sein Debüt mit dem Musical City of Angels, das mit mehreren Tony Awards ausgezeichnet wurde. 1993 folgte The Goodbye Girl, das auf dem Film Der Untermieter (1977) basierte.
Sein Filmdebüt hatte er mit dem Film Die Schwanenprinzessin (1994), für die er nicht nur an mehreren Liedern mitschrieb, sondern auch die Singstimme für Jean-Bob war. Für den Song Go the Distance aus Hercules (1997) erhielt er seine erste Oscar-Nominierung. Seine zweite folgte nur ein Jahr später für den Score zu Mulan, für den er auch einen Annie Award erhielt.
1997 schrieb er den Theme Song zur Sitcom Veronica.
2004 folgte das Musical The Woman in White von Andrew Lloyd Webber, das auf dem Roman Die Frau in Weiß von Wilkie Collins beruhte. Im gleichen Jahr hatte er sein Regiedebüt mit dem Musical Princesses. 2009 war er am Bühnenprogramm Liza’s at The Palace.... von Liza Minnelli beteiligt.
2011 schrieb er den Text zum Song The Star-Spangled Man aus Captain America: The First Avenger, der an Irving Berlin orientiert ist.
2019 erschien das Musical Hercules, für das er ebenfalls Texte schrieb.

## Filmografie
- 1994: Die Schwanenprinzessin (The Swan Princess)
- 1997: Hercules
- 1997: Veronica (Veronica's Closet) (Titelsong)
- 1998: Mulan
- 1998: Pokémon – Der Film (Gekijōban Poketto Monsutā: Myūtsū no Gyakushū) (Song: We’re a Miracle)
- 1998–1999: Hercules (Zeichentrickserie)
- 2001: Wedding Planner – Verliebt, verlobt, verplant (The Wedding Planner) (Song: Plan on Forever)
- 2004: Ella – Verflixt & zauberhaft (Ella Enchanted) (Song: True to Your Heart)
- 2004: Mulan 2 (Mulan II) (Song: A Girl Worth Fighting For (Redux))
- 2011: Captain America: The First Avenger (Song: The Star Spangled Man)

## Theater
- 1987: Barbara Cook: A Concert for the Theatre
- 1989–1992: City of Angels
- 1993: The Goodbye Girl
- 2004: Barbara Cook's Broadway!
- 2004: Princesses (auch Regie)
- 2004–2005: On the Record
- 2005–2006: The Woman in White
- 2008–2009: Liza’s at The Palace....
- 2009: The Best Is Yet To Come: The Music of Cy Coleman (auch Regie)
- 2013: They're Playing His Songs: The Music of Marvin Hamlisch (auch Regie)
- 2015: The Importance of Being Earnest (In New York) (auch Regie)
- 2016: Spamilton: An American Parody (Produzent)
- 2019: Hercules

## Auszeichnungen

### Nominierungen
- 1995: Golden Globe für den besten Song für Far Longer Than Forever (aus Die Schwanenprinzessin, zusammen mit Lex de Azevdo)
- 1998: Oscar für den Besten Song für Go the Distance (aus Hercules, zusammen mit Alan Menken)
- 1998: Golden Globe für den besten Song für Go the Distance (aus Hercules, zusammen mit Alan Menken)
- 1999: Oscar für die Beste Filmmusik für Mulan (zusammen mit Matthew Wilder und Jerry Goldsmith)
- 1999: Grammy Award für den bester Song für True to Your Heart (aus Mulan, zusammen mit Matthew Wilder)
- 1999: Golden Globe für den bester Song für Reflection (aus Mulan, zusammen mit Matthew Wilder)
- 2006: Tony Award für die beste Originalmusik für The Woman in White

### Gewonnen
- 1990: Tony Award für die beste Originalmusik für City of Angels
- 1998: Annie Award für Outstanding Individual Achievement for Music in an Animated Feature Production (zusammen mit Matthew Wilder und Jerry Goldsmith)